# Tuiskon Ziller
Tuiskon Ziller (Wasungen, Türingia, 1817. december 22. – Lipcse, 1882.  április 20.) – német pedagógus, egyetemi tanár, a herbartiánus pedagógia  legismertebb és legkövetkezetesebb képviselője.

## Élete
Édesapja a wasungeni városi iskolák rektora volt, de dolgozott Salzmann(de) schnepfenthali(de) intézetében is. – Gimnáziumban Meiningenben (1831–1837), egyetemre Lipcsében járt. Filológiát és filozófiát tanult. 1838-ban apja halála után megszakította egyetemi tanulmányait és oktatással foglalkozott. 1841-től a meiningeni gimnáziumban latint, görögöt és németet tanított. 1848-ban ismét Lipcsébe ment, hogy folytassa egyetemi tanulmányait. Aktívan részt vett az 1848-as német forradalmi eseményekben. Súlyos betegsége miatt is (idegi panaszok, halláskárosodás), csak 1853-ban habilitált a lipcsei egyetemen. 1853–1882-ig a filozófia és pedagógia előadója, majd professzorra a lipcsei egyetemen. 1862-ben alapította Lipcsében a hamarosan széles körben ismertté vált pedagógiai szemináriumot és gyakorlóiskolát (Pädagogischen Universitätsseminars mit Übungsschule).

## Munkássága
Johann Friedrich Herbart pedagógiájának egyik legnagyobb hatású terjesztője és – részben – továbbfejlesztője. Sokat fáradt, hogy kiépítse Herbart elméletét a nevelő oktatásról. Az általánosan művelő iskolától kora polgári társadalmával összhangban álló, megbízható erkölcsi-vallásos jellem kialakítását kívánta meg. Különösen Herbart két gondolatát fűzte tovább.
Tantervelméletében az iskolai oktatás anyagának (tananyag) kiválasztását és elrendezését a kultúrhistóriai fokozatok elméletére építette fel. Herbart szerint a gyermeknek – koncentráltan – át kell élnie az emberiség történeti életét. Ziller a tanítási anyag elrendezésénél megkívánta: minden osztály tananyagában legyen egy úgynevezett érzületi középpont, amelyet egyrészt  a gyermek életkorának lelki jellemzője határoz meg, másrészt visszatükrözteti az emberiség fejlődésének megfelelő korszakát. Így, az analógia alapján 8 pszichológiai és 8 kultúrhistóriai fokozatot különböztetett meg, amelyek párhuzamosan haladnak egymással a tananyag-tervezésében, a gyermek iskolai megismerési-folyamatában. Míg Herbart a tantárgyak közötti vonatkozás megteremtését ugyanannak az érdeklődési nemnek különböző tantárgyak keretében való felébresztésével kívánta megvalósítani, addig Ziller a koncentráció elvét csak akkor látta biztosítva, ha bizonyos humanisztikus (az emberiség történetére vonatkozó) tananyag, mint érzületi középpont köré csoportosította az összes tantárgyat.
Az oktatási folyamatoktatás lefolyását hasonlón a formális fokok elméletével jellemezte. Az ismeretszerzés Herbartnál leírt fokait mechanikusan átvitte az tanulásiskolai tanulásra. Herbart első fokát, a „világosság” fokát, kettéosztva öt „formális fokot” (az elnevezés ebben a formában Zillertől származik) különböztetett meg:
- analízis: az új anyag (ismeret) megértéséhez szükséges képzetek (előző ismeretek) kiválasztása; a tanuló meglevő képzetanyagának elemzése – (Analyse)
- szintézis: az új anyag appercipiálása (megértetése); az új ismeret közlése szemléltetés útján – (Synthese)
- asszociáció: a szintézisben rejlő egyetemes (általános) érvényű igazság kiemelése; a rokon elemek társítása – (Assoziation)
- rendszer: az asszociációban kiemelt (általános) igazság szaktudományi alakot ölt; az új ismeret beletagolása valamilyen fogalmi rendszerbe – (System)
- módszer (funkció): az új ismeret alkalmazása; a gondoskodás (új ismeret) begyakorlásról – (Methode).

A formális fokoknak ezt az egymásutánját a tanítás lehető legkisebb egységeire, így a tanítási órára is, kötelező jelleggel alkalmazni kívánta.
Ziller Herbart-interpretációját hatalmas irodalom vetítette rá mindenekelőtt a népiskolákra. A középiskola fokán kevésbé érvényesült.
Eszméi a 19. és 20. századfordulója utáni évekig erősen hatottak az iskolai oktatásban.
Érdeme, hogy Herbart elveit a pedagógia gyakorlati vonatkozásaiban igyekezett feltárni. Rendszerének hiányai túlzásaiban rejlenek, amelyek mesterkéltséget eredményeztek. A kultúrtörténeti fokozatok alapgondolata figyelemreméltó, de az elv kidolgozása mesterkélt gondolatsort hozott létre a korszakok önkényes kiválogatásával és azoknak az egész tanítási anyag középpontjába való helyezésével. Mesterkéltség mutatkozik a koncentráció elvének alkalmazásában is: az egész művelődési anyagnak egyetlen középpont köré való csoportosításában az egyes anyagrészek elvesztik sajátos, természetes mivoltukat. A formális fokok érvényesítése az oktatás minden mozzanatában súlyos következményekkel járt. Sematizmusra vezetett, megbénította a tanítók alkotókészségét, csak elégtelen mértékben vette figyelembe a gyermeki és ifjúkori fejlődést, és jószerint kiiktatta az oktatásból a tanulók önálló-öntevékenységét, együtt-munkálkodását.
A Herbart-Ziller-i iskolai oktatás gyakorlatát támadták és már egyes herbartiánusok is jelentősebben átalakították. Így Karl Volkmar Stoy, Wilhelm Rein és Otto Willmann. Eötvös József magyar vallás- és közoktatási miniszter ösztöndíjával Kármán Mór Ziller lipcsei szemináriumában és gyakorlóiskolájában végzett tanulmányokat. Közvetítésével a 19. század második felében Zillernek jelentős szerepe volt a magyarországi általánosan képző középiskolák, a gimnázium tantervének alakulásában (1879-es gimnáziumi tanterv és utasítások) és a korszerű tanárképzés megszervezésében.

## Műveiből
- Einleitung in die allgemeine Pädagogik (1856) – (Letöltés ideje: 2015. december 9.);
- Die Regierung der Kinder (1857);
- Grundlegung zur Lehre vom erziehenden Unterricht. Nach ihrer wissenschaftlichen und praktischreformatorischen Seite entwickelt (1865);
- Allgemeine philosophische Ethik (1866);
- Das Leipziger Seminarbuch (1874–1886);
- 1 Vorlesungen über allgemeine Pädagogik, 2 (1876) – (Letöltés ideje: 2015. december 9.);
- Philosophische Ethik (1880).